# Klandungan
Klandungan is een bestuurslaag in het regentschap Sragen van de provincie Midden-Java, Indonesië. Klandungan telt 3156 inwoners (volkstelling 2010).